# Aurel Murășan
Aurel Murășan (n. 1878, Copăceni, județul Cluj – d. 6 noiembrie 1944, Turda, județul Cluj) a fost un deputat în Marea Adunare Națională de la Alba Iulia, organismul legislativ reprezentativ al „tuturor românilor din Transilvania, Banat și Țara Ungurească”, cel care a adoptat hotărârea privind Unirea Transilvaniei cu România, la 1 decembrie 1918 :p. 78 .

## Biografie
A urmat șapte clase primare și două clase gimnaziale. Ocupația de bază a fost cea de agricultor în satul Copăceni, de lângă Turda, participând însă la toate întrunirile populare românești, propagând între săteni conștiința națională :p. 78.
În anul 1918 a avut atribuții importante la pregătirea Unirii, luând parte activă la organizarea Gărzii naționale. După anul 1918 a fost ales casier comunal, funcție pe care a deținut-o timp de peste 25 de ani :p. 78.

## Activitatea politică
Ca deputat în Adunarea Națională din 1 decembrie 1918 a fost delegat al Cercului Turda :p. 78. 